# Santiago el Pinar
Santiago el Pinar es una localidad del estado mexicano de Chiapas, cabecera del municipio homónimo. 

## Geografía
Santiago el Pinar está ubicada en la posición 16°58′2″N 92°41′25″O / 16.96722, -92.69028, a una altitud de 1664 m s. n. m.
Según la clasificación climática de Köppen, el clima corresponde al tipo Cwb - Templado con invierno seco (verano suave).

## Demografía
Cuenta con 1566 habitantes lo que representa un incremento promedio de 4% anual en el período 2010-2020 sobre la base de los 1072 habitantes registrados en el censo anterior. Ocupa una superficie de 0.534 km², lo que determina al año 2020 una densidad de 2933 hab/km².
| Gráfica de evolución demográfica de Santiago el Pinar entre 2000 y 2020 |
|                                                                         |
| Fuente: Instituto Nacional de Estadística Geografía e Informática       |

En el año 2010 estaba clasificada como una localidad de grado alto de vulnerabilidad social.
La población de Santiago el Pinar está mayoritariamente alfabetizada (16.03% de personas analfabetas al año 2020) con un grado de escolarización en torno de los 6.5 años. La totalidad de la población es indígena.